# رابرت بویل
رابرت بویل (به انگلیسی: Robert Boyle) (زاده ۲۵ ژانویه ۱۶۲۷ در لیزمور کاسل ایرلند – درگذشته ۳۰ دسامبر ۱۶۹۱)، شیمی‌دان، فیزیک‌دان، فیلسوف طبیعی و مخترع ایرلندی و معروف به شیمی دان شکاک است که بعد ها کتابی به همین نام نوشت. اگرچه فلسفهٔ شخصی و پژوهش‌های او آشکارا ریشه در سنت کیمیاگری دارد، امروزه او را به عنوان نخستین شیمی‌دان مدرن و پایه‌گذار شیمی جدید می‌شناسند.
وی در همان طفولیت زبان‌های لاتین، انگلیسی، فرانسه، عبری و یونانی را فرا گرفت و در ۸ سالگی وارد کالج ایتن (Eton College) شد و پس از سه سال تحصیل در اروپا به سیر و سیاحت پرداخت. پس از مراجعت به انگلستان وارد مرکز تحقیقات علمی آکسفورد شد. از کارهای بویل یکی کشف قانونی در فیزیک است که به نام قانون بویل معروف است و دیگری مربوط به سرعت صوت است. وی بر این باور بود که عناصر در نهایت متشکل از ذراتی از انواع و مقدارهای مختلفی هستند، که چگونگی تشکیل آن‌ها را، با روش‌های شناخته شده نمی‌توان حل کرد (رد کیمیاگری). او دانش شیمی، شیمی احتراق و تنفس را مطالعه کرد و آزمایش‌های فیزیولوژی را انجام داد، اما در عوض، «حساسیت طبیعت او» او را از برداشت‌های تشریحی، به ویژه کار با جیوه، حفظ کرد، هرچند او می‌دانست که آن‌ها «بهترین آموزنده» هستند و همچنین موفق به ساختن پمپ خلأ شد که با نیروی دست انسان کار می‌کرد. بویل کتابی به نام شیمی‌دان شکاک انتشار داد که در آن نظریات کیمیاگران را رد کرده و شیمی را بر پایه علمی قرار داده‌است.